# John Montgomery (jeździec)
John Carter Montgomery (ur. 22 listopada 1881 w Elizabethtown, zm. 7 czerwca 1948 w Waszyngtonie) – amerykański jeździec, olimpijczyk.
Uczestniczył w rywalizacji na V Igrzyskach olimpijskich rozgrywanych w Sztokholmie w 1912 roku. Startował tam w czterech konkurencjach jeździeckich. W ujeżdżeniu indywidualnym zajął przedostatnie, 20. miejsce. W drużynowym konkursie skoków, wraz z drużyną zajął czwarte miejsce. W indywidualnym WKKW zajął 9. miejsce, zaś w konkurencji drużynowego WKKW zajął z drużyną trzecie miejsce.
Osiem lat później, podczas VI Letnich Igrzysk Olimpijskich w Antwerpii zdobył z drużyną brązowy medal w grze w polo.